# Idioma de Zuyuá
El lenguaje de zuyua o suyua (en lengua maya, Zuyua Than), es un término que aparece mencionado en los varios Chilam Balam hasta ahora descubiertos. Es un objeto de debate entre los antropólogos, filólogos e historiadores estudiosos de la civilización maya, ya que existen varias teorías acerca de qué es exactamente el llamado lenguaje de Zuyua, y cuál era su función real.
Teniendo esto en cuenta, parece existir un consenso entre los estudiosos de que éste lenguaje se trata, al menos en parte, de un modo de escritura cargada con figuras poéticas, metafóricas y retóricas donde es posible que se escondan textos mitológicos, religiosos o históricos, detrás de un aparente conjunto de parábolas y acertijos.